# Солтанівка
Солта́нівка — село Зеленогірської селищної громади у Подільському районі Одеської області. Населення становить 1319 осіб.

## Станція Заплази
Раніше село було пристанційним селищем навколо залізничної станції Заплази і здебільшого було відоме саме під такою назвою (на 01.04.1967 селище залізничної станції Заплази та с. Солтанівка були об'єднані в одне село Солтанівка).
12 червня 2020 року, відповідно до Розпорядження Кабінету Міністрів України від № 724-р «Про визначення адміністративних центрів та затвердження територій територіальних громад Одеської області», увійшло до складу Зеленогірської селищної громади.
19 липня 2020 року, в результаті адміністративно-територіальної реформи і ліквідації Любашівського району, село увійшло до складу новоутвореного Подільського району.
На сьогоднішній день Солтанівка відома на всю Україну, завдяки підприємству ТОВ "НВП"Агро-Ритм", яке є виробником насіння зернових та технічних культур. Підприємство є оплотом цієї місцевості: надає робочі місця, посильно фінансує державні установи, будує храми, надає спонсорські внески.

## Населення
Згідно з переписом УРСР 1989 року чисельність наявного населення села становила 1312 осіб, з яких 588 чоловіків та 724 жінки.
За переписом населення України 2001 року в селі мешкало 1319 осіб.

### Мова
Розподіл населення за рідною мовою за даними перепису 2001 року:
| Мова       | Відсоток |
| ---------- | -------- |
| українська | 95,15 %  |
| молдовська | 2,88 %   |
| російська  | 1,97 %   |